# Harry Waibel

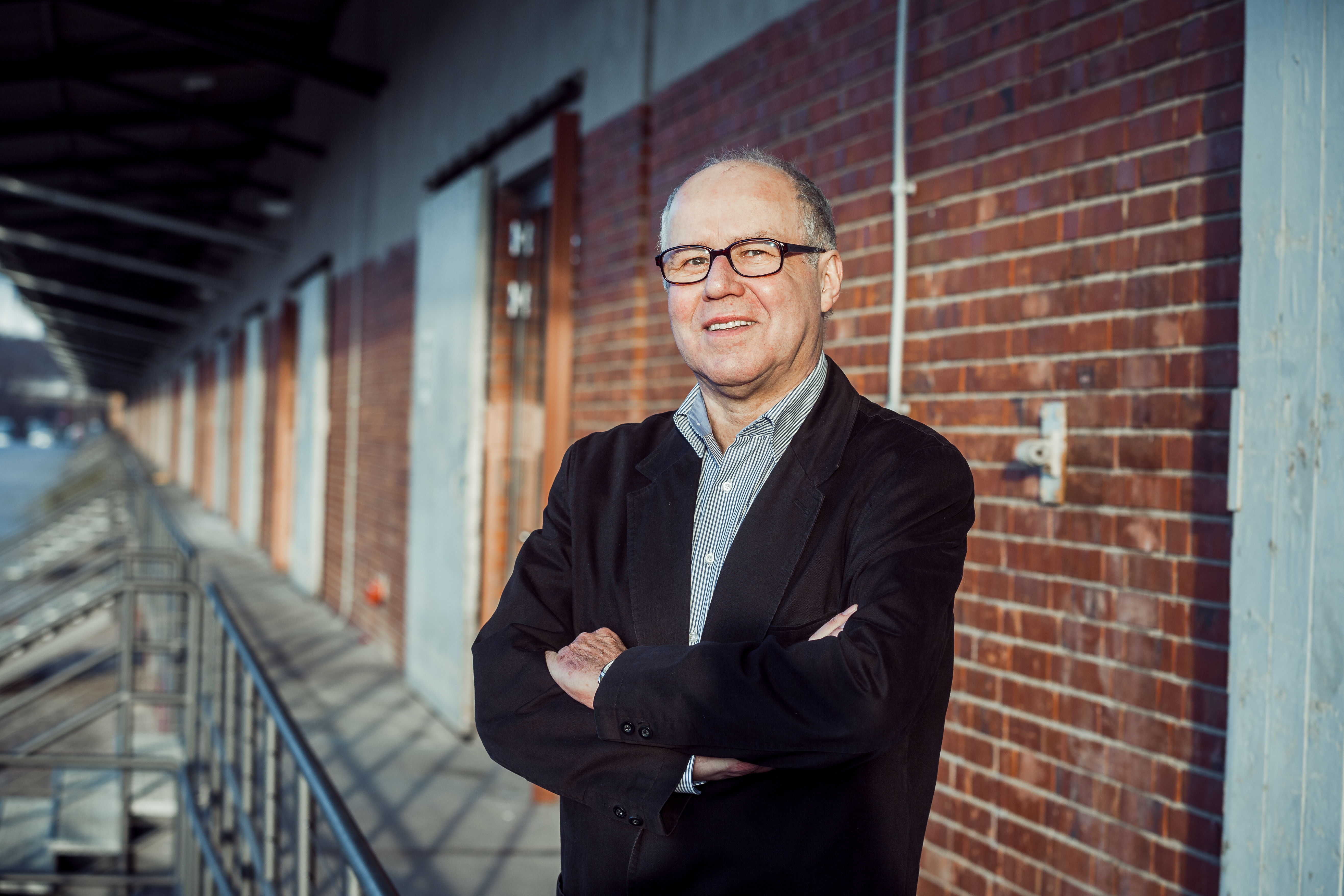
Harry Waibel (2016)

Harry Waibel (* 20. Juni 1946 in Lörrach) ist ein deutscher Historiker. Seine Themenschwerpunkte in Forschung und Publikationen sind Neonazismus, Rechtsextremismus und Antisemitismus in der DDR sowie Rassismus in Deutschland von 1945 bis zur Gegenwart.

## Leben
Harry Waibel kommt aus einer Arbeiterfamilie, er machte 1962 die mittlere Reife und danach eine Lehre als Industriekaufmann. Nach seiner Entlassung aus der Bundeswehr arbeitete er in verschiedenen Unternehmen als kaufmännischer Angestellter. Er beteiligte sich nach eigenen Angaben in Lörrach im Republikanischen Club und in Basel an Aktionen der außerparlamentarischen Opposition und war 1969 gegen die NPD aktiv, die seit 1968 im Landtag von Baden-Württemberg vertreten war.
Über den zweiten Bildungsweg begann er an der PH Freiburg ein Lehramtsstudium. Als Mitglied des Sozialistischen Büros Offenbach und des Sozialistischen Bunds Südbaden engagierte er sich nach eigenen Angaben politisch in Freiburg, unter anderem auch für Hausbesetzungen. Harry Waibel schrieb für die Zeitungen Sumpfblüte und Links unten.
An der Freien Universität Berlin setzte er sein Studium fort und beendete dies als Diplom-Pädagoge. Am Zentrum für Antisemitismusforschung der TU Berlin wurde er 1993 promoviert mit einer Dissertation zum Thema Rechtsextremismus in der DDR bis 1989. Beide Studiengänge und die Promotion wurden nach eigenen Angaben von der gewerkschaftseigenen Hans-Böckler-Stiftung finanziell gefördert.
Harry Waibel forscht in den Archiven des Bundesbeauftragten für die Unterlagen des Ministeriums für Staatssicherheit und im Bundesarchiv (SAPMO) zum Rassismus in der DDR.
Er lebt und arbeitet als freier Publizist und Historiker in Berlin.

## Werk und Rezeption
Seine 1996 als Buch erschienene Dissertation Rechtsextremisten in der DDR bis 1989 wurde in politikwissenschaftlichen Arbeiten von Steffen Kailitz und Christoph Butterwegge rezipiert. Waibel vertritt unter anderem die These, dass die autoritäre Struktur der DDR gegenüber Jugendlichen besonders wirksam gewesen sei und eine wesentliche Voraussetzung dafür war, dass Jugendliche fremdenfeindliche und profaschistische Einstellungen übernehmen konnten. Bürokratismus und Zentralismus seien der ideale Nährboden für rechtsextremistische Einstellungen gewesen. Die DDR-Führung habe einen Obrigkeitsstaat geschaffen, der es für Rechtsextreme leicht gemacht habe, gesellschaftliche Anknüpfungspunkte zu finden.
Im Jahre 2011 legte Harry Waibel das Buch Diener vieler Herren vor. Darin stellte er 1500 Kurzbiografien von Personen der Jahrgänge 1880–1925 zusammen, die „sowohl für Nazi-Deutschland als auch in der SBZ/DDR aktiv“ in mehr oder weniger wichtigen Berufen, wie Politiker, Soldaten und Polizisten, Mediziner, Wissenschaftler, Manager, Theologen und Pfarrer, Künstler und Sportler tätig gewesen waren. Dafür wertete er Personennachschlagewerke aus und verglich sie mit der Überlieferung des Berlin Document Center. In der Rezension im Portal für Politikwissenschaft wird angemerkt, dass bloße Mitgliedschaften allein für die endgültige Einschätzung einer Person nicht ausreichten, „bestimmte Tendenzen lassen sich aber in jedem Fall feststellen. Es ist zu wünschen, dass die umfangreiche Materialsammlung zu weiteren Forschungen anregt“.
Unter dem Titel Die braune Saat. Antisemitismus und Neonazismus in der DDR erschien 2017 Waibels Studie, die neonazistische, rassistische und antisemitische Propaganda- und Gewalttaten belegte. Sie stützte sich laut Micha Brumlik auf 2000 als „streng geheim“ klassifizierte Quellenmaterialien, u. a. des „Ministeriums für Staatssicherheit“. Anlässlich des Anschlags auf die Synagoge in Halle 2019 stellte Brumlik fest, dass die Studie „noch immer und skandalöserweise viel zu wenig“ rezipiert sei.
Waibel gilt als einer der wenigen Historiker, der rassistische und rechte Gewalt in der sich als antifaschistisch darstellenden DDR erforschte. Er ist jedoch nicht unumstritten. Laut der Taz kritisierte der Soziologe Hartmut M. Griese in einer Rezension, dass Waibel zu oft „konsistente Analysen weitgehend schuldig“ bleibe. Bemängelt wird auch, dass seine Kritik an der deutschen Geschichtswissenschaft mitunter zu pauschalisierend ausfalle. Die unterschiedlichen Rezensenten seien sich jedoch darin einig, dass es ein Verdienst Waibels ist, Hunderte von Akten durchleuchtet zu haben. „Denn damit begegnet er dem größten Problem der Forschung: Es gibt kaum Belege für die Taten.“
Die Journalistinnen Anja Reich und Jenni Roth warfen Waibel in der Berliner Zeitung in Bezug auf den Fall Manuel Diogo vor, mittels „Halbwahrheiten und Manipulationen“ Geschichte umzuschreiben.

## Veröffentlichungen (Auswahl)

### Monografien
- Rechtsextremismus in der DDR bis 1989 (= PapyRossa-Hochschulschriften. Band 11). Papyrossa Verlag, Köln 1996, ISBN 3-89438-109-4 (Dissertation, TU Berlin, 1993[10]).
- Diener vieler Herren. Ehemalige NS-Funktionäre in der SBZ/DDR. Peter Lang Verlagsgruppe, Frankfurt am Main 2011, ISBN 978-3-631-63542-1.
- Rassisten in Deutschland. Peter Lang, Frankfurt am Main 2012, ISBN 978-3-631-63848-4.[11][12]
- Der gescheiterte Anti-Faschismus der SED. Rassismus in der DDR. Peter Lang, Frankfurt am Main, 29. April 2014, ISBN 978-3-631-65073-8.[13]
- Die braune Saat. Antisemitismus und Neonazismus in der DDR. Schmetterling Verlag, Stuttgart 2017, ISBN 3-89657-153-2.[14][15]
- Die braune Saat. Antisemitismus und Neonazismus in der DDR. 2. Teil, e-Dokumentation. Schmetterling Verlag, Stuttgart 2018, ISBN 3-89657-168-0.
- Rechte Kontinuitäten. Rassismus und Neonazismus in Deutschland seit 1945. Marta Press, 2022, ISBN 978-3-96837-005-7.
- Ein fruchtbarer Schoß. Wissenschaftler in der DDR, die bis 1945 Mitglieder in Nazi-Organisationen waren. Personenlexikon. Rediroma-Verlag, 2024, ISBN 978-3-9888524-3-4.
- Erziehung zum Hass. Institutioneller und gesellschaftlicher Rassismus in der DDR. Rediroma-Verlag, Remscheid 2024, ISBN 978-3-9888558-7-9.

### Artikel in Sammelbänden
- Jugendliche Rechtsextremisten in der DDR und die Reaktionen der FDJ. In: Helga Gotschlich (Hrsg.): „Links und links und Schritt gehalten …“ Die FDJ: Konzepte, Abläufe, Grenzen. Metropol Verlag, Berlin 1994, ISBN 3-926893-60-5, S. 276–289.
- Neofaschisten in der DDR. In: Manfred Büttner (Hrsg.): Braune Saat in jungen Köpfen. Band 1: Theorie und Ideologie des Rechtsextremismus und Nationalsozialismus in Geschichte und Gegenwart. Schneider Verlag, Baltmannsweiler 1999, ISBN 3-89676-147-1, S. 57–65.

### Artikel in Zeitschriften (Auswahl)
- Neofaschismus in Ostdeutschland. In: Ost-West-Gegeninformationen, Vierteljahresschrift. Nr. 4/1996, Dossier.
- Rechtsextremismus in der DDR. In: Deutsche Lehrerzeitung (DLZ). 28. März 1996, Ausgabe 13, S. 7.
- Kritik des Antisemitismus in der DDR. In: Sozial.Geschichte. Heft 3/2006 (online).
- Kritik des Anti-Faschismus in der DDR. In: sozial.geschichte.extra. 3. Dezember 2007 (PDF).
- Verleugnende Verdrängung. Rassisten in der DDR und die Folgen bis heute. In: Kritiknetz – Zeitschrift für kritische Theorie der Gesellschaft. 2013 (PDF).
- Betrachtungen über die Diskussionskultur von Linken in Deutschland. In: Zeitschrift antirassistischer Gruppen (ZAG). Nummer 64/2013, S. 18.
- Krise des Anti-Faschismus. In: Zeitschrift antirassistischer Gruppen (ZAG). Nummer 66/2014.
- Rassismus in der DDR. Über den gescheiterten Antifaschismus der SED. In: Gerbergasse 18. Thüringer Vierteljahresschrift für Zeitgeschichte und Politik. Ausgabe 2/2015. Heft 75, S. 41.
- Der gescheiterte Antifaschismus der SED. In: Kritiknetz – Zeitschrift für kritische Theorie der Gesellschaft. 2015 (PDF, 232 kB).
- Rassismus in der DDR. In: Zeitschrift des Forschungsverbundes SED-Staat. Ausgabe 39/2016, S. 111.